# Amstrad CPC 464
El Amstrad CPC 464 fue un ordenador doméstico, perteneciente e inaugurador de la línea Amstrad CPC, creado y comercializado por la empresa británica Amstrad Consumer Plc, la cual se dedicaba a la producción y venta de aparatos de televisores, radios e Hi-Fi, y decidió incluir ordenadores entre su catálogo de productos.

## Especificaciones técnicas
Las características del ordenador eran:
- CPU Zilog Z80A a 4 MHz pero dando un rendimiento efectivo de un Z80 a 3,3 MHz.
  - Todos los modelos CPC se basaban en un procesador Z80 de Zilog a 4 MHz. Sin embargo, a causa de estar la memoria RAM compartida con el circuito de vídeo, el Z80 solo puede hacer un acceso a memoria cada cuatro ciclos, lo que produce el efecto de redondear la longitud del ciclo de instrucción al siguiente múltiplo de cuatro. Por ello la velocidad es equivalente a la de un procesador Z80 a 3,3 MHz en lugar de a 4 MHz. Obsérvese que por esta causa, el rendimiento del procesador de un CPC 464 es inferior al de uno compatible MSX, que posee un Z80 a 3,58 MHz.

- 64 Kbytes de RAM
- 32 Kbytes de ROM
- Teclado QWERTY/AZERTY/QWERTZ de 70 teclas con keypad numérico y teclas para el cursor. Teclas especiales codificadas en color
- Monitor en color o fósforo verde (según modelo). Presenta la particularidad de incorporar la alimentación del ordenador.
- Controlador de vídeo Amstrad Gate-Array 40010 y controlador de gráficos 6845 CRTC
- Modos de texto:
  - 20x25 caracteres
  - 40x25 caracteres
  - 80x25 caracteres
- Modos gráficos:
  - Modo 0: 160x200 en 16 colores
  - Modo 1: 320x200 en 4 colores
  - Modo 2: 640x200 en 2 colores
- Paleta de 27 colores
- Unidad de casete integrada, con 2 velocidades, 1000 y 2000 baudios
- Zócalo para unidad de disco de 3"
- Conectores para monitor RGB, impresora Centronics, joysticks y salida de audio
- Con unidad de disco, Sistema operativo CP/M 2.2 o CP/M 3.0
- Chip de sonido General Instrument AY-3-8912, con 3 canales de sonido y un canal de ruido blanco.
- Lenguaje BASIC incluido en ROM

## Historia
En el momento en el que la empresa se decidió a fabricar ordenadores, ninguna división de la empresa tenía ni los conocimientos ni los medios para la producción de estos, de modo que su presidente, Alan Michael Sugar, decidió contratar un grupo externo para la elaboración de un primer prototipo allá por 1983.
Este primer prototipo resultó ser una auténtica decepción. Con un microprocesador 6502, un solo color de grises, sin paleta de colores, y mapas de memoria RAM mal diseñados, el proyecto fue desechado. Entre tanto, Amstrad tenía los diseños iniciales del teclado y casete.
De modo que Sugar, a principios de agosto, contrata un nuevo equipo desarrollador. Roland Perry recibe la tarea de sacar a flote el, inicialmente, malogrado proyecto.
El siguiente paso consistió en contratar una empresa que se ocupara del lenguaje de la máquina y del firmware. Después de recibir alguna negativa, por lo dudoso del proyecto, Perry terminaría en la ciudad de Dorking, donde se alojaba la compañía Locomotive Software, y a la cual convenció de la viabilidad del proyecto. Eso sí, Locomotive solicitó un cambio importante en el mismo: la sustitución del micro 6502 por un Z80, para el cual ya tenía un BASIC escrito. Posteriormente se contratarían los servicios de MEJ electronics para diferentes cambios en la estructura del prototipo.
A mediados de agosto se creó el esquema para las ROM's del sistema operativo, y fueron finalizadas en septiembre.
Una variación sobre la implementación del chip de sonido en otros ordenadores es que los CPC producen sonido estéreo: el canal 1 como la izquierda, el 2 como el centro y el 3 como la derecha. El equivalente de Yamaha de este chip se usó más tarde en los ordenadores Atari ST.
El lenguaje estándar de la máquina era BASIC, aunque con diversos programas de utilidades era posible utilizar otros.
Por lo general, cuando un juego salía en formato para los diferentes ordenadores de 8 bits de la época, la versión de Amstrad superaba en el aspecto gráfico a la del Spectrum en el ámbito de colores (si bien la inmensa mayoría de usuarios en España utilizaban un monitor monocromo de fósforo verde, por lo que la ventaja se perdía) no en resolución gracias a su chip gráfico (un Motorola 6845) pero solía quedar por debajo de la del Commodore 64. Superaba al Commodore 64 en gráficos vectoriales pero en la mayoría del resto de juegos quedaba por detrás. Teniendo en cuenta que su diseño es 2 o 3 años posteriores a los de estas máquinas, se suele considerar[¿quién?] por comparación que el Amstrad era una máquina retrasada a su tiempo en lo que a prestaciones técnicas se refiere.

## Nuevos Desarrollos
La comunidad de usuarios CPC en los últimos años ha demostrado una creciente actividad, habiéndose desarrollado placas de red, adaptaciones de juegos para correr sobre esa red (presentados en RetroEuskal 2005), una interfaz IDE capaz de soportar dos discos de 128 Gb y ampliar a 512 MB tanto ROM como RAM, y el sistema operativo SymbOS, capaz de ejecutar un entorno gráfico multitarea en un 464 (como extensión ROM).